# Xantheranthemum igneum
Xantheranthemum igneum là một loài thực vật có hoa trong họ Ô rô. Loài này được (Regel) Lindau miêu tả khoa học đầu tiên năm 1895.